# Ana Pastor Julián
Ana María Pastor Julián (ur. 11 listopada 1957 w Cubillos) – hiszpańska polityk i menedżer służby zdrowia, działaczka Partii Ludowej, parlamentarzystka krajowa, minister w hiszpańskim rządzie, od 2016 do 2019 przewodnicząca Kongresu Deputowanych.

## Życiorys
Absolwentka medycyny i chirurgii na Uniwersytecie w Salamance. Uzyskała magisterium z zakresu zdrowia publicznego, administracji zdrowotnej i zarządzania jednostkami służby zdrowia. Pracowała jako urzędniczka i menedżer w publicznej służbie zdrowia w Pontevedrze i Salamance. W latach 1996–1999 była dyrektorem generalnym urzędu państwowego Muface.
Zaangażowała się w działalność polityczną w ramach Partii Ludowej. W 2000 uzyskała mandat posłanki do Kongresu Deputowanych VII kadencji, odnawiała go następnie na VIII, IX i X kadencję. W 2002 premier José María Aznar powierzył jej urząd ministra zdrowia, który wykonywała do 2004, kiedy to jej ugrupowanie znalazło się w opozycji. Awansowała jednocześnie w strukturze partyjnej, obejmując funkcje sekretarza wykonawczego ds. polityki społecznej i koordynatora ds. społecznych. W 2011 objęła urząd ministra robót publicznych, transportu i infrastruktury w rządzie, na czele którego stanął Mariano Rajoy. W kolejnych wyborach w 2015, 2016, kwietniu 2019, listopadzie 2019 i 2023 ponownie uzyskiwała mandat deputowanej.
19 lipca 2016 została wybrana na nową przewodniczącą Kongresu Deputowanych XII kadencji. Będąc kandydatką Partii Ludowej i Obywateli, pokonała w głosowaniu socjalistę Patxiego Lópeza. W konsekwencji ustąpiła ze stanowiska w rządzie. 21 maja 2019, podczas pierwszego posiedzenia Kongresu Deputowanych XIII kadencji, ponownie została kandydatką Partii Ludowej na przewodniczącą izby. W obu turach głosowania przegrała z dotychczasową minister ds. polityki terytorialnej Meritxell Batet. Obejmowała następnie stanowiska jednej z wiceprzewodniczących izby.